# Heptanthura kensleyi
Heptanthura kensleyi är en kräftdjursart som beskrevs av Gary C.B. Poore och Lew Ton 2002. Heptanthura kensleyi ingår i släktet Heptanthura och familjen Expanathuridae. Inga underarter finns listade i Catalogue of Life.